# Alpen Cup w skokach narciarskich 2001/2002
Alpen Cup w skokach narciarskich 2001/2002 – 12. edycja Alpen Cupu, która rozpoczęła się 7 października 2001 w Oberstdorfie, a zakończyła 9 marca 2002 w Chaux-Neuve. W sezonie odbyło się 11 konkursów, w tym jeden drużynowy. Pierwsze trzy konkursy zostały rozegrane na igelicie.
Zwycięzcą klasyfikacji generalnej został Niemiec Maximilian Mechler, który rok wcześniej zajął trzecią lokatę. Odniósł on najwięcej (cztery) zwycięstw. Najwięcej razy miejsca w pierwszej trójce zajmował Słoweniec Rok Benkovič, który na podium stawał siedmiokrotnie.

## Kalendarz i wyniki
| Lp                                         | Data                                       | Miejscowość                                | Skocznia                                   | K                                          | Uwagi                                      | 1. miejsce                                                                | 2. miejsce                                                                                        | 3. miejsce                                                                              |
| ------------------------------------------ | ------------------------------------------ | ------------------------------------------ | ------------------------------------------ | ------------------------------------------ | ------------------------------------------ | ------------------------------------------------------------------------- | ------------------------------------------------------------------------------------------------- | --------------------------------------------------------------------------------------- |
| 1.                                         | 7 października 2001                        | Oberstdorf                                 | Schattenbergschanze                        | K-90                                       | [ a ]                                      | Maximilian Mechler                                                        | Julian Musiol                                                                                     | Rok Benkovič                                                                            |
| 2.                                         | 10 października 2001                       | Hinterzarten                               | Adlerschanze                               | K-95                                       | –                                          | Bine Zupan                                                                | Christoph Strickner                                                                               | Rok Benkovič                                                                            |
| 3.                                         | 13 października 2001                       | Stams                                      | Brunnentalschanzen                         | K-105                                      | –                                          | Christian Nagiller                                                        | Bine Zupan                                                                                        | Stefan Thurnbichler                                                                     |
| 4.                                         | 8 grudnia 2001                             | Sankt Moritz                               | Olympiaschanze                             | K-95                                       | –                                          | Maximilian Mechler                                                        | Christoph Strickner                                                                               | Stefan Thurnbichler                                                                     |
| 5.                                         | 9 grudnia 2001                             | Sankt Moritz                               | Olympiaschanze                             | K-95                                       | –                                          | Christoph Strickner                                                       | Martin Pichler                                                                                    | Balthasar Schneider Rok Benkovič                                                        |
| 6.                                         | 12 stycznia 2002                           | Lauscha                                    | Marktiegelschanze                          | K-92                                       | [ b ]                                      | Maximilian Mechler                                                        | Zvonko Kordež                                                                                     | Lukas Tschuschnig                                                                       |
| 7.                                         | 13 stycznia 2002                           | Lauscha                                    | Marktiegelschanze                          | K-92                                       | druż.                                      | Słowenia 1. Zvonko Kordež · 2. Rok Urbanc · 3. Jaka Oblak · 4. Bine Zupan | Austria 1. Thomas Morgenstern · 2. Andreas Kofler · 3. Christoph Strickner · 4. Lukas Tschuschnig | Niemcy 1. Julian Musiol · 2. Matthias Klippel · 3. Andreas Wank · 4. Maximilian Mechler |
| 8.                                         | 22 lutego 2002                             | Predazzo                                   | Trampolino Dal Ben                         | K-90                                       | –                                          | Balthasar Schneider                                                       | Rok Benkovič                                                                                      | Andreas Kofler                                                                          |
| 9.                                         | 23 lutego 2002                             | Predazzo                                   | Trampolino Dal Ben                         | K-90                                       | –                                          | Rok Benkovič                                                              | Zvonko Kordež                                                                                     | Maximilian Mechler                                                                      |
| 10.                                        | 9 marca 2002                               | Chaux-Neuve                                | La Côté Feuillée                           | K-90                                       | [ c ]                                      | Rok Benkovič                                                              | Zvonko Kordež                                                                                     | Maximilian Mechler                                                                      |
| 11.                                        | 10 marca 2002                              | Chaux-Neuve                                | La Côté Feuillée                           | K-90                                       | [ c ]                                      | Maximilian Mechler                                                        | David Lazzaroni                                                                                   | Kim Hyun-ki Rok Benkovič                                                                |
| Alpen Cup 2001/2002 – klasyfikacja końcowa | Alpen Cup 2001/2002 – klasyfikacja końcowa | Alpen Cup 2001/2002 – klasyfikacja końcowa | Alpen Cup 2001/2002 – klasyfikacja końcowa | Alpen Cup 2001/2002 – klasyfikacja końcowa | Alpen Cup 2001/2002 – klasyfikacja końcowa | Maximilian Mechler                                                        | Rok Benkovič                                                                                      | Christoph Strickner                                                                     |

## Statystyki indywidualne
| Zawodnik | Oberstdorf 07.10 | Hinterzarten 10.10 | Stams 13.10 | Sankt Moritz 08.12 | Sankt Moritz 09.12 | Lauscha 12.01 | Predazzo 22.02 | Predazzo 23.02 | Chaux-Neuve 09.03 | Chaux-Neuve 10.03 |
| Austria | Austria          | Austria            | Austria     | Austria            | Austria            | Austria       | Austria        | Austria        | Austria           | Austria           |
| --- | ---------------- | ------------------ | ----------- | ------------------ | ------------------ | ------------- | -------------- | -------------- | ----------------- | ----------------- |
| Stefan Becker | 22               | 11                 | 5           | 16                 | 40                 | –             | 50             | 37             | 17                | 32                |
| Rudolf Blank | 4                | 35                 | 14          | 58                 |                    | –             | –              | –              | –                 | –                 |
| Manuel Fettner | –                | –                  | 17          | –                  | –                  | –             | –              | –              | –                 | –                 |
| Nicolas Fettner | –                | –                  | –           | –                  | –                  | –             | 46             | 39             | –                 | –                 |
| Martin Hirner | –                | –                  | –           | –                  | –                  | 54            | 19             | 17             | 15                | 35                |
| Christoph Huter | –                | –                  | –           | –                  | –                  | –             | –              | –              | –                 | 45                |
| Florian Knaus | –                | –                  | –           | –                  | –                  | –             | 20             | 31             | –                 | –                 |
| Andreas Kofler | 13               | 12                 | 18          | 52                 | 17                 | 7             | 3              | 7              | 10                | 8                 |
| Christoph Lenz | –                | –                  | 38          | –                  | –                  | 32            | –              | –              | 44                | –                 |
| Thomas Morgenstern | 10               | 10                 | 11          | 43                 | 31                 | 12            | 11             | 4              | 4                 | 11                |
| Roland Müller | 30               | 28                 | 19          | 25                 | 37                 | 22            | 29             | 32             | –                 | –                 |
| Christian Nagiller | 14               | –                  | 1           | 5                  | 5                  | –             | –              | –              | –                 | –                 |
| Michael Nagiller | –                | 31                 | 44          | –                  | –                  | 14            | 34             | 29             | 12                | 17                |
| Martin Pichler | 7                | 6                  | –           | 12                 | 2                  | 38            | 29             | 25             | 46                | 37                |
| Alexander Pfeiffer | 35               | 15                 | 26          | –                  | –                  | 44            | 38             | 16             | 14                | –                 |
| Stefan Rammerstorfer | 20               | 14                 | 15          | 29                 | 15                 | 28            | 34             | 21             | 33                | 36                |
| Manuel Resch | –                | –                  | –           | –                  | –                  | –             | –              | –              | 30                | 41                |
| Balthasar Schneider | 8                | 4                  | 28          | 10                 | 3                  | –             | 1              | 6              | –                 | –                 |
| Jakob Seifried | –                | –                  | –           | 25                 | 21                 | 48            | –              | –              | 24                | 16                |
| Alexander Seiwald | –                | –                  | 43          | 34                 | 30                 | 45            | 27             | 36             | –                 | –                 |
| Christoph Steinwender | –                | –                  | 52          | –                  | –                  | –             | –              | –              | –                 | –                 |
| Markus Steirer | 24               | 30                 | 37          | –                  | –                  | 19            | –              | –              | 24                | 46                |
| Christoph Strickner | 4                | 2                  | 7           | 2                  | 1                  | 10            | 13             | 5              | 7                 | 7                 |
| Stefan Thurnbichler | –                | –                  | 3           | 3                  | 7                  | –             | –              | –              | –                 | –                 |
| Lukas Tschuschnig | 18               | 20                 | 30          | 21                 | 19                 | 3             | 8              | 23             | 13                | 31                |
| Gerald Wambacher | 19               | 20                 | 8           | 51                 | 55                 | 25            | –              | –              | 36                | 22                |
| Francja |                  |                    |             |                    |                    |               |                |                |                   |                   |
| Mathias Bourdel | –                | –                  | –           | –                  | –                  | –             | –              | –              | 47                | 42                |
| Benjamin Bourqui | –                | –                  | –           | –                  | –                  | –             | –              | –              | 54                | 40                |
| François Braud | –                | –                  | –           | 23                 | 13                 | –             | –              | –              | –                 | –                 |
| Billy Chedal | –                | 29                 | 27          | 17                 | 26                 | 40            | 28             | 38             | 27                | 14                |
| Anthony Cordier | –                | –                  | –           | –                  | –                  | –             | –              | –              | 52                | 52                |
| Charles Demarchi | –                | –                  | –           | –                  | –                  | –             | 57             | 53             | 50                | 53                |
| Barış Demirci | –                | –                  | –           | –                  | –                  | –             | –              | –              | 49                | 54                |
| Vincent Descombes Sevoie | –                | –                  | –           | 8                  | 10                 | –             | –              | –              | –                 | –                 |
| Jason Lamy Chappuis | –                | –                  | –           | –                  | –                  | 60            | –              | –              | –                 | –                 |
| David Lazzaroni | –                | –                  | –           | 19                 | 15                 | –             | –              | –              | 9                 | 2                 |
| Damien Maitre | –                | 46                 | 40          | –                  | –                  | 52            | 43             | 48             | 27                | 13                |
| Yohann Morel | –                | 33                 | 29          | 61                 | 63                 | 19            | –              | –              | –                 | –                 |
| Mathieu Ottobon | –                | 51                 | 45          | 27                 | 61                 | 36            | 46             | 42             | 32                | 29                |
| Mathieu Prost-Bayard | –                | –                  | –           | –                  | –                  | –             | 49             | 58             | 43                | 38                |
| Maxime Remy | –                | 35                 | 42          | 68                 | 47                 | 26            | 9              | 13             | –                 | –                 |
| Pierre Emmanuel Robe | –                | –                  | –           | –                  | –                  | 58            | –              | –              | 48                | 49                |
| Korea Południowa |                  |                    |             |                    |                    |               |                |                |                   |                   |
| Kim Hyun-ki | –                | –                  | –           | –                  | –                  | –             | –              | –              | –                 | 3                 |
| Niemcy |                  |                    |             |                    |                    |               |                |                |                   |                   |
| Patirck Bodmer | 31               | 25                 | 35          | –                  | –                  | 59            | 50             | 45             | –                 | –                 |
| Florian Enders | 32               | 42                 | 39          | 35                 | 64                 | –             | –              | –              | –                 | –                 |
| Patrick Faller | –                | –                  | –           | –                  | –                  | –             | 58             | 59             | –                 | –                 |
| Severin Freund | –                | –                  | –           | 14                 | 23                 | 38            | 42             | 39             | –                 | –                 |
| Veit Glaser | –                | –                  | –           | –                  | –                  | 18            | 54             | 46             | –                 | –                 |
| Toni Günther | 34               | 40                 | 41          | –                  | –                  | 28            | –              | –              | –                 | –                 |
| Bernd Heinzmann | 33               | 57                 | 59          | –                  | –                  | 56            | –              | –              | –                 | –                 |
| Daniel Klausmann | 11               | 5                  | 9           | 11                 | 43                 | 33            | –              | –              | –                 | –                 |
| Andre Klein | –                | –                  | –           | –                  | –                  | –             | 56             | 56             | –                 | –                 |
| Matthias Klippel | 27               | 19                 | 34          | 48                 | 29                 | 8             | 32             | 9              | 30                | 18                |
| Sebastian Koller | 38               | –                  | –           | –                  | –                  | –             | –              | –              | –                 | –                 |
| Marc Krauspenhaar | –                | –                  | –           | 28                 | –                  | 24            | 53             | 49             | –                 | –                 |
| Marcel Krüger | 16               | 22                 | 24          | 44                 | 53                 | 47            | 61             | 51             | –                 | –                 |
| Mario Kürschner | 15               | 16                 | 46          | –                  | 25                 | 22            | 12             | 28             | 8                 | 23                |
| Maximilian Mechler | 1                | 7                  | 4           | 1                  | 8                  | 1             | 5              | 3              | 3                 | 1                 |
| Julian Musiol | 2                | 8                  | 12          | 7                  | 12                 | 17            | 23             | 32             | 11                | 9                 |
| Steffen Müller | –                | –                  | –           | 50                 | 42                 | 37            | –              | –              | –                 | –                 |
| Fabian Oberascher | 16               | 27                 | 25          | 37                 | 32                 | 41            | –              | –              | –                 | –                 |
| Sebasian Ortner | 45               | 47                 | –           | –                  | –                  | –             | –              | –              | –                 | –                 |
| Erik Päßler | 48               | 39                 | 47          | 45                 | 54                 | 64            | –              | –              | –                 | –                 |
| Andy Pfeiffer | –                | –                  | –           | –                  | –                  | 63            | –              | –              | –                 | –                 |
| Jan Pieper | –                | –                  | –           | –                  | –                  | –             | 37             | 60             | 42                | 18                |
| Harald Prinz | –                | –                  | –           | 36                 | 38                 | –             | –              | –              | –                 | –                 |
| André Pschera | 41               | 37                 | 56          | 33                 | 46                 | 57            | –              | –              | –                 | –                 |
| Stefan Rupp | 40               | 26                 | 55          | –                  | –                  | 42            | –              | –              | –                 | –                 |
| Manuel Schill | –                | –                  | –           | –                  | –                  | –             | 52             | 43             | 22                | 44                |
| Felix Selitzky | 46               | 55                 | –           | –                  | –                  | –             | –              | –              | –                 | –                 |
| Konrad Steible | 37               | –                  | –           | 55                 | 49                 | –             | –              | –              | –                 | –                 |
| Andreas Wank | 11               | 18                 | 51          | 9                  | 9                  | 6             | 14             | 22             | 19                | 34                |
| Christian Vogt | –                | –                  | –           | –                  | –                  | –             | 59             | 61             | –                 | –                 |
| Christoph Zornig | 52               | 48                 | –           | –                  | –                  | –             | –              | –              | –                 | –                 |
| Słowenia |                  |                    |             |                    |                    |               |                |                |                   |                   |
| Luka Bardorfer | –                | –                  | –           | 37                 | 32                 | 66            | 39             | 41             | –                 | –                 |
| Rok Benkovič | 3                | 3                  | 16          | 4                  | 3                  | –             | 2              | 1              | 1                 | 3                 |
| Jure Bogataj | 38               | 16                 | 36          | 56                 | 17                 | 42            | 16             | 19             | 38                | 43                |
| Bostjan Burger | –                | 54                 | 49          | –                  | –                  | –             | –              | –              | –                 | –                 |
| Nejc Frank | –                | –                  | –           | –                  | –                  | 67            | –              | –              | –                 | –                 |
| Branko Iskra | –                | 45                 | 50          | 39                 | 39                 | 27            | 21             | 14             | 24                | 23                |
| Gašper Juvan | –                | –                  | –           | –                  | –                  | 31            | 26             | 27             | –                 | –                 |
| Andraž Kern | –                | 22                 | 6           | –                  | –                  | 50            | 10             | 8              | 35                | 56                |
| Marcel Klemenčič | –                | 43                 | 32          | 46                 | 35                 | –             | –              | –              | –                 | –                 |
| Zvonko Kordež | –                | –                  | –           | 21                 | 14                 | 2             | 4              | 2              | 2                 | 12                |
| Jure Kumer | 28               | 38                 | 33          | 31                 | 24                 | 16            | 33             | 24             | 23                | 28                |
| Jaka Oblak | 24               | 24                 | 19          | 13                 | 20                 | 5             | 24             | 26             | 18                | 15                |
| Marko Perše | 24               | 13                 | 13          | 15                 | 21                 | 11            | 36             | 44             | –                 | –                 |
| Luka Smagaj | –                | –                  | –           | –                  | –                  | 30            | 55             | 54             | –                 | –                 |
| Jurij Tepeš | –                | –                  | –           | –                  | –                  | –             | 14             | 15             | –                 | –                 |
| Jan Tomažin | 23               | 32                 | 23          | 24                 | 44                 | 13            | 25             | 11             | –                 | –                 |
| Rok Urbanc | 20               | 34                 | 21          | 17                 | 27                 | 8             | 6              | 20             | 4                 | 5                 |
| Rok Zidan | –                | –                  | –           | 32                 | 32                 | –             | –              | –              | –                 | –                 |
| Bine Zupan | 9                | 1                  | 2           | 6                  | 6                  | 4             | 22             | 18             | 16                | 18                |
| Primož Zupan | –                | –                  | –           | 19                 | 10                 | 35            | –              | –              | –                 | –                 |
| Szwajcaria |                  |                    |             |                    |                    |               |                |                |                   |                   |
| Nicola Bay | –                | –                  | –           | 57                 | 66                 | –             | –              | –              | –                 | –                 |
| Maximie Bianchi | –                | –                  | –           | –                  | –                  | –             | –              | –              | 55                | 55                |
| Sébastien Cala | –                | –                  | –           | –                  | –                  | –             | –              | –              | 50                | 51                |
| Fabian Christener | –                | –                  | –           | 67                 | 65                 | –             | –              | –              | –                 | –                 |
| Thomas Engel | –                | –                  | –           | 30                 | 28                 | –             | –              | –              | –                 | –                 |
| Rémi Français | –                | –                  | –           | 64                 | –                  | –             | –              | –              | 20                | 10                |
| Antoine Guignard | 6                | 9                  | 22          | 47                 | 52                 | 15            | 41             | 10             | 6                 | 27                |
| Stefan Hofstetter | –                | –                  | –           | 70                 | 67                 | –             | –              | –              | –                 | –                 |
| Michael Hollenstein | –                | –                  | –           | 53                 | 56                 | –             | –              | –              | –                 | –                 |
| Christoph Höss | 43               | 44                 | 48          | 54                 | 51                 | 45            | 48             | 55             | 53                | 48                |
| Heiri Kälin | 36               | 41                 | 31          | 42                 | 35                 | 53            | 29             | 34             | 34                | 50                |
| Guido Landert | –                | –                  | –           | 39                 | 40                 | –             | –              | –              | –                 | –                 |
| Matthias Lötschner | –                | –                  | –           | 72                 | 70                 | –             | –              | –              | –                 | –                 |
| Stefan Nyffeler | 49               | 52                 | –           | –                  | –                  | –             | –              | –              | –                 | –                 |
| Pascal Schönenberger | 44               | 50                 | 58          | 62                 | 50                 | 50            | 45             | 52             | 45                | 47                |
| Marco Staub | –                | –                  | –           | 60                 | 59                 | 62            | –              | –              | 39                | 26                |
| Benjamin Wiederkehr | –                | –                  | –           | 69                 | 68                 | –             | –              | –              | –                 | –                 |
| Włochy |                  |                    |             |                    |                    |               |                |                |                   |                   |
| Marco Beltrame | 47               | 49                 | 54          | 39                 | 45                 | 34            | 44             | 47             | 29                | 18                |
| Stefano Chiapolino | 42               | 53                 | 56          | 49                 | 47                 | 21            | 7              | 12             | 21                | 5                 |
| Sebastian Colloredo | 50               | 58                 | 61          | –                  | –                  | 49            | 17             | 29             | –                 | –                 |
| Arrigo Della Mea | 29               | 55                 | 62          | 63                 | 60                 | 61            | 60             | 57             | 41                | 38                |
| Daniele Errath | –                | –                  | 64          | 71                 | 69                 | –             | –              | –              | –                 | –                 |
| Flavio Fruch | –                | 60                 | 63          | 66                 | 62                 | 65            | 39             | 50             | 40                | 30                |
| Simone Lepre | 51               | 59                 | 60          | 58                 | 58                 | 55            | 18             | 35             | 36                | 25                |
| Giuseppe Michielli | –                | –                  | 53          | 65                 | 57                 | –             | –              | –              | –                 | –                 |
| 1-3 4-30 poniżej 30 dns – Zawodnik zgłoszony nie wystartował w konkursie. dsq – Zawodnik został zdyskwalifikowany w konkursie. – – Zawodnik nie został zgłoszony do konkursu. |                  |                    |             |                    |                    |               |                |                |                   |                   |

## Klasyfikacje

### Klasyfikacja generalna
| Miejsce | Zawodnik            | Występy | Punkty | Strata |
| ------- | ------------------- | ------- | ------ | ------ |
| 1.      | Maximilian Mechler  | 10      | 683    | –      |
| 2.      | Rok Benkovič        | 9       | 585    | -98    |
| 3.      | Christoph Strickner | 10      | 513    | -170   |
| 4.      | Bine Zupan          | 10      | 390    | -293   |
| 5.      | Zvonko Kordež       | 7       | 342    | -341   |
| 6.      | Balthasar Schneider | 7       | 311    | -372   |
| 7.      | Julian Musiol       | 10      | 270    | -413   |
| 8.      | Andreas Kofler      | 10      | 263    | -420   |
| 9.      | Thomas Morgenstern  | 10      | 248    | -435   |
| 10.     | Rok Urbanc          | 10      | 222    | -461   |
| ...     |                     |         |        |        |

### Klasyfikacja drużynowa
| Miejsce | Reprezentacja | [ d ] | Punkty | Strata |
| ------- | ------------- | ----- | ------ | ------ |
| 1.      | Austria       | 21    | 2608   | –      |
| 2.      | Słowenia      | 15    | 2191   | -417   |
| 3.      | Niemcy        | 17    | 1673   | -935   |
| 4.      | Francja       | 8     | 376    | -2232  |
| 5.      | Szwajcaria    | 5     | 217    | -2391  |
| 6.      | Włochy        | 6     | 184    | -2424  |